# Torchio di Sessa

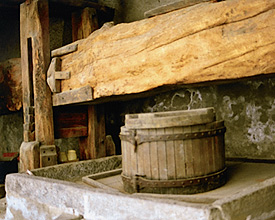
Una foto dell'imponente Torchio di Sessa, datato XV secolo

Il Torchio di Sessa è un antico e imponente utensile per la produzione del mosto d'uva ospitato nel Museo del Vino a Sessa (frazione del comune di Tresa): già di proprietà della corporazione dei Nobili, è stato ottenuto dalla lavorazione di un gigantesco tronco di noce lungo 10,5 metri e dal peso di 30 quintali, che poteva pressare 60 brente d'uva di 60 litri l'una.

## Storia e uso del torchio
Insieme con l'altare maggiore della prepositurale, la facciata rinascimentale della chiesa di Sant'Orsola e la corte del tribunale, il vetusto torchio è una delle maggiori attrazioni di Sessa. Voluto dai nobili Sessa, feudatari di Sessa e Monteggio e signori del Castello d'Albio, porta la data 1407. L'immenso tronco di noce è azionato da una vite in legno fissata in basso ad una grossa pietra. Ai tempi l'uva veniva pestata con i piedi e il torchio serviva a spremere le vinacce, giacché ciò che rimaneva era tanto duro da dover essere ammorbidito con un poco di vino e spaccato con il martello prima d'essere distillato. Il torchio restò in attività fino agli inizi del secolo XIX, con l'impiego di una vite in ferro. 
I nobili locali, capeggiati dalla famiglia Sessa, vendettero il torchio alla famiglia Ramponi, verosimilmente agli inizi del Cinquecento, prima della conquista Svizzera del Malcantone. Con testamento del 28 luglio 1684 il sacerdote Giovanbattista Ramponi lasciò erede universale la nipote Maria Ramponi; dispose inoltre che i beni non sarebbero potuti essere venduti ma dovessero passare ai discendenti maschi, cominciando dai primogeniti. In mancanza di tali successori sarebbero passati alla Confraternita della Beata Vergine del Rosario, che ne è attualmente proprietaria da circa tre secoli.

## La leggenda
Le origini del torchio sono circondate da mistero. C'è chi asserisce che sia stato usato un albero cresciuto sul posto, argomentando che sarebbe stato difficile trasportare da lontano un tronco così mastodontico; certamente più popolare è invece la leggenda che si tramanda di generazione in generazione a Sessa, che vede protagonista una vecchietta tanto legata al suo albero da aver rifiutato di venderlo quando una delegazione di nobili avanzò una ricca proposta di acquisto. Sebbene povera e indigente, l'anziana non voleva staccarsi dall'albero: ella gli era particolarmente affezionata dal momento che non solo era bello, alto e prodigo di frutti, ma perché era stato piantato alla nascita del padre più di cento anni prima. Per lei rappresentava la sua memoria vivente e il solo pensiero che lo volessero abbattere l'addolorava. Ma i nobili sarebbero tornati alla carica. Non soltanto promisero che l'avrebbero compensata con monete d'oro il giorno stesso dello sradicamento ma insistettero sul fatto che il nuovo torchio avrebbe giovato a tutta la popolazione, mancante fino allora di un mezzo idoneo a torchiare rapidamente e in grande quantità le vinacce. Fu tale e tanta l'insistenza che la donna si arrese. Non appena l'albero fu abbattuto e scorticato, i nobili, fedeli alla promessa, andarono con le monete d'oro a bussare alla sua capanna. Nessuna risposta. Aperta la porta, videro la vecchietta accasciata su una sedia, la testa reclinata sul fianco, morta. La mano destra, abbandonata sul rustico desco, stringeva ancora un ritratto ingiallito del padre.